# Sainte-Gauburge-Sainte-Colombe
Sainte-Gauburge-Sainte-Colombe é uma comuna francesa na região administrativa da Normandia, no departamento Orne. Estende-se por uma área de 21,32 km². Em 2010 a comuna tinha 1 083 habitantes (densidade: 50,8 hab./km²).